# Dwight Stephenson
Pour les articles homonymes, voir Stephenson.
Pro Football Hall of Fame 1998
(en) Statistiques sur pro-football-reference
Dwight Eugene Stephenson, né le 20 novembre 1957 à Murfreesboro (Caroline du Nord), est un ancien joueur américain de football américain. Il a joué centre en National Football League (NFL) sous le maillot des Dolphins de Miami.